# АК-306
АК-306 (А-219)  — советская корабельная автоматическая артиллерийская установка калибром 30 мм с одним  шестиствольным вращающимся орудием АО-18Л. Является средством самообороны кораблей, может быть использована для поражения воздушных целей на наклонной дальности до 4000 м и лёгких надводных сил противника на дистанциях до 5000 м.

## История
В связи с невозможностью размещения установки АК-630 с СУО «Вымпел» на кораблях малого водоизмещения, для экранопланов, кораблей на воздушной подушке, катеров малого водоизмещения, а также для судов, мобилизуемых в военное время, потребовалась облегченная установка, не имеющая радиолокационной системы управления стрельбой.
Установка А-219 была спроектирована в ЦКБИ СОО, главный конструктор — М. С. Кнебельман.
Официально установка А-219 была принята на вооружение под индексом АК-306 Приказом министра обороны № 0125 от 23 июня 1980 года.
Производство освоено на Туламашзаводе, серийное производство велось с 1978 года (по чертежам главного конструктора).
К 1 января 1986 года Военно-Морской Флот СССР принял 125 установок АК-306.

## Конструкция
Внешне АК-306 почти не отличается от AK-630. Боеприпасы, баллистика, внутреннее устройство ствола, система ленточного питания, шаровой погон и многое другое было взято от неё. Принципиальное отличие в том, что АК-306 имеет шестиствольный автомат АО-18Л, у которого вращение блока стволов происходит не газовым двигателем, а внешним электроприводом, работающим от сети переменного тока. Вращение от вала электродвигателя передается через электромагнитную муфту и шестеренчатый редуктор на блок стволов.
Досылка патронов в ствол, запирание каналов ствола и экстракция гильз обеспечиваются затворами, которые при вращении блока стволов получают возвратно-поступательное движение по направляющим центральной звезды, благодаря тому, что их ведущие ролики катятся по замкнутому пазу копира, неподвижно закрепленному на внутренней поверхности кожуха. Подача патронной ленты производится звездой подачи, насаженной на вал подачи, кинематически связанной с блоком стволов. В ленте 500 патронов.
В связи с резким уменьшением темпа стрельбы с 5000 выстр./мин. до 600…1000 выстр./мин. в АК-306 отказались от водяной системы охлаждения стволов.
Обтекатель установки представляет собой колпак из стеклопластика.
Наведение дистанционное от системы ПУС, связанного с оптическим прицелом ОПУ-1 и оптической прицельной станцией «Лазурь» (отсутствуют измерение дальности до цели, баллистический вычислитель, стабилизатор линии прицеливания). Все крупные детали установки и приводов наведения выполнены из алюминиевых сплавов, пластмассы и маломагнитной стали, благодаря чему установка выпускалась в одном варианте — маломагнитном.

## Носители
- Пограничные сторожевые корабли проекта 1248 "Москит" ,  Пограничные сторожевые корабли проекта 1249, так же некоторые проекта 745П (ПСКР "Дон", ПСКР  "Виктор Кингисепп", ПСКР "Тверь"),
- Десантные катера на воздушной подушке проекта 1238 «Касатка»
- Десантные катера на воздушной подушке проекта 12061 «Мурена»
- Малые артиллерийские корабли проекта 21630 «Буян»
- Средние разведывательные корабли проекта 864 «Меридиан»
- Морской тральщик проекта 02668 «Агат»
- Базовые тральщики проекта 12700 «Александрит»
- Рейдовые тральщики проекта 10750 «Сапфир»
- Базовые тральщики проекта 1265 «Яхонт»
- Транспорты проекта 1595 «Двина»
- Ракетно-артиллерийские катера проекта 0250 «Барс-МО»

## ТТХ
- Патрон: 30 × 165 мм
- Темп стрельбы: 1000 выстр./мин.
- Длина очереди, макс.: 250 выстр.
- Длина очереди, мин.: 1…3 выстр.
- Макс. дальность ведения огня: 5000 м
- Боекомплект: 500 в магазине + 1000 в бункере
- Угол возвышения: 85°
- Угол снижения: 12°
- Масса артустановки: 1100 кг
- Питание автомата патронами: непрерывное, ленточное
- Начальная скорость: 875±25 м/с
- Вооружение: 30 мм шестиствольный автомат АО-18Л